# ودام الساحل
ودام الساحل أو وديم الساحل قرية ساحلية صغيرة تقع بالجانب الغربي من ولاية المصنعة تطل على بحر عُمان بمنطقة الباطنة، تبعد 120 كيلومتر شمال غرب العاصمة مسقط تقع بين خطي عرض (23.8 و 23.81) شمالا وبين خطي طول (57.52 و 57.6) شرقا يحدها من الغرب ولاية السويق ومن الجنوب ولاية الرستاق ومن الشرق ولاية بركاء حيث يبلغ اجمالي مساحتها خمسة وعشرين كيلومتر مربع تقريبا.

يمتد ساحل ودام مسافة الكيلومترين مما جعل المؤرخين يشتقون اسمها نسبةً لهذا الساحل الطويل الجميل المتميز بترابه الفضي.

وقد ذكر في موسوعة ارض عمان ان اصل الكلمة إدام وهو ما يؤتدم به مع خبز، وسميت بذلك ربما لكثرة الأسماك بها.
ولقد تطرق إليها بعض المؤرخين في كتابتهم ولو بشي البسيط ومنهم: المؤلف (ب. ج. سلوت / في كتابة {{عرب الخليج}} 1602. 1784 / الطبعة الأولى 1993مـ / ص137) حيث قال (وقد شيدت مكاتب للرسوم الجمركية في بركا وسوادي وصحار وعلاية ودام وعمقى وحسيفين وتقع جميعها على ساحل عُمان)

الصلة بالبحر:

وكانت ودام منذ القدم على صلة دائمة مع البحر حيث كانت ترسو على ساحلها العديد من السفن التجارية تصل إلى الخمسين والتي جابت البحار قادمة من الهند والسند وسواحل شرق أفريقيا محملة بالبضائع مثل التمور والليمون والتوابل والأخشاب والبسر وعسل النخيل الدبس وجذوع النخيل والدعون وأخشاب السدر وأخشاب القرط وتعود محملة بالتوابل والبهارات مثل الهيل والقرنفل إلى جانب الأرز والمنسوجات الحريرية والقطنية والسكر والزيوت والملابس والكندل وهو نوع من الاخشاب.

ومن أشهر تلك السفن التي كانت لاهل ودام : الصمعة والجالبوت واليونسية والخضراء وصبايح والشوعي وغالب، الهيال وأم السروي وفتح الخير(الحجية) ومحفوظة والبدري ومصلح ودريا بغيه وندومر والنيرة وسهيلة ومسهل والنجم والروشن وغيرها الكثير.

كما كان لها دور كبير في نقل موروثات الحضارة العربية والإسلامية إلى تلك الدول مما جعل أهل ودام رواداً في ركوب البحر وحب الأسفار والتي عادة ما تكون في فصلي الربيع والخريف.وكذلك وجهة لطلب العلم وخاصة العلوم الدينية من مختلف الولايات في عمان والمناطق المجاورة.

العمل:

يعمل سكان ودام في السابق في جني ثمار النخيل من التمور وإنتاج العسل والبعض يعمل في صيد الأسماك وصناعة السفن وأدوات الصيد والبعض الآخر كان مغتربا في دول الخليج طالبا للعمل وعادوا إلى البلاد بعد تولي السلطان قابوس مقاليد الحكم في سلطنة عمان.

مناطق التبادل التجاري مع ودام:

اليمن وخاصة الغيضة، وعدن، والمكلا، حيث يتم استيراد المواد الغذائية، والملابس، والسمن، والأسماك مثل :العومة، والعوال. كذلك الحال مع السعودية، لنقل الحجاج في مواسم الحج. كما سافر أهالي ودام الساحل إلى دول شرق أفريقيا، حيث وصلت سفنهم إلى ممباسا، والصومال، والحبشة، والجزيرة الخضراء، وجزر القمر، ونقلت سفنهم من ودام الساحل التمر، والدبس، في المقابل استوردوا الأرز، والملابس، والسكر، والزيوت، والكندل، وبعض الأخشاب التي تستخدم في صناعة السفن، وأستوطن عددا من أهالي المنطقة في تلك البلاد.

وأيضا وصلت سفنهم إلى الهند، وباكستان، وسريلانكا، والملايو، وكانت محملة بنفس منتجات المنطقة والمناطق المجاورة، وتعود محملة بمختلف أنواع البضائع التي لا تتوفر في البلاد، كما عملت سفنهم في نقل المعادن الثمينة مثل: الذهب إلى تجار الكويت والبحرين ودبي، وبفضل قرب دولة إيران من سلطنة عمان؛ فقد كان أهل ودام الساحل يسافرون إليها لاستيراد الأغنام، والسميم، والحصران، الخصف، والملح.

أما بالنسبة إلى موسم السفر إلى البصرة، والكويت، والدمام، والبحرين، ودبي، يبدأ من شهر مايو حتى شهر يوليو؛ حيث الرياح الجيدة في الحركة التجارية، وكان أهم الواردات التمر البصري والحجازي، وكانت سفنهم تعمل بين مواني تلك الدول، ثم تعود في شهر يوليو تشوير سفنهم على اليابس ؛ أي جر السفن إلى اليابسة ويتم خلال الفترة من يوليو حتى أكتوبر إصلاح وصيانة السفن وإعادة طلائها ويتم تهيئتها إلى الموسم القادم

الصناعات القديمة:

اشتهر أهل ودام الساحل بصناعة مختلفة منها:

السفن التجارية: وهي الغنجه، والسمبوق، والشوعي، والبدن، والشاحوف، والبوم وصناعة قوارب صيد الأسماك والهواري والشاش الماشوة).
صناعة معدات السفن، ومعدات صيد الأسماك وأهمها تفصيل الأشرعة وصناعة المجاديف وشباك الصيدو والليوخ والغل والشبكة والدوابي وصناعة القفية والغصوص والتبن وحبال السفن التجارية مثل العمار وحبال المخطاف(الأنجر).

صناعات أخرى مثل صناعة الخصاف للتمور والحبال والسدود ودباغة الجلود وصناعة الدعون وصناعة الجذوع والرواسي للبناء وصناعة المطارح والمساند والساحات.
.

ودام في عصر النهضة:

يبلغ عدد سكان ودام الساحل وفق الإحصائية الحديثة أكثر من سبعة آلاف وخمسمائة نسمة يعمل معظمهم في صيد الأسماك والتجارة والبعض الآخر يعمل في الدوائر الحكومية وشركات القطاع الخاص.

كما اشتهرت ودام بمكانة ثقافية وعلمية عالية حيث كان يرتادها كثير من العلماء والفقهاء طلباً للعلم والمعرفة على يد العلامة صاحب علم العروض الخليل بن أحمد الفراهيدي العالم العربي الكبير المشهور بكتابه العين المولود بودام الساحل الذي ترعرع بها ثم هاجر إلى البصرة وتوفي فيها، وظهر في ودام كثير من العلماء والأدباء من أمثال ابو عمر ومهن وانيس وبلال قدس الله سره وسالم بن خميس الحمادي وغيرهم والذين يعدون من رواد العلوم الدينية والفقه في ودام وولاية المصنعة.

قبائل ودام الساحل:
توجد عدة قبائل تسكن ودام ومن أشهرها المجيني والكازروني والبلوشي والسريحي والعمراني والكندي والجشيشي والفارسي والفضلي والقاسمي والقرطوبي والحمادي والفضلي والبريكي والصبحي والدوحاني والحضرمي وغيرها

كما اشتهرت ودام الساحل في عصر النهضة المباركة بالحركة الرياضية نظراً لوجود طاقات شبابية فذة أبدعت في مجال الرياضة وخاصة كرة القدم فكانت أول من أسس فريق لكرة القدم في الخارج وفي دولة الكويت بالتحديد حتى أتى عصر النهضة المباركة وعودة شباب هذا البلد للمساهمة في تدعيم الحركة الرياضية في السلطنة، وقد مثلت الفرق الرياضية بودام نادي المصنعة في كثير من المحافل الرياضية سواء المحلية والخارجية وحازوا على الكثير من البطولات والجوائز المحفوظة بنادي المصنعة. 

كما حضت ودام الساحل في عصر النهضة بكثير من المكرمات السامية وأولها إقامة المدارس للبنين عام 1973م للبنات في عام 1978م واقامة مدرسة للتعليم الأساسي في عام 2005 م وإيصال المياه العذبة إلى البلدة في عام 1975م، ثم إعادة بناء الجامع الكبير ليضم كافة المصلين يوم الجمعة إضافة إلى إقامة ستة مساجد أخرى لتغطي البلدة بأكملها لتأدية الصلوات الخمس، بالإضافة للشوارع المسفلتة مع إنارتها
وتوجد بها قاعدة سعيد بن سلطان البحرية التي تعد أكبر قاعدة بحرية مطلة على بحر عمان.

وتم إنشاء المدينة الرياضية بها من جهة الشرق التي ستحتضن المسابقات الرياضية الشاطئية والبحرية حيث يوجد بها مرسى لليخوت والقوارب.

وكان في ودام الساحل حصن كبير يتوسط القرية تم إنشاؤه في العصور القديمة لحماية البلدة من غزاة البحر، وبعد زوال تلك الأخطار استخدم الحصن لتخزين وحفظ التمور وعسل النخيل(الدبس) والملح والأسماك المجففة تمهيداً لتصديرها للخارج، هذا إلى جانب برج البلدة الذي اتخذ لمراقبة وحماية البلدة من الأخطار.